# شهرستان بالیسکی
شهرستان بالیسکی (به لاتین: Baleysky District) یک شهرستان در روسیه است که در سرزمین زابایکالسکی واقع شده‌است.